# Anirudh Agarwal
Anirudh "Ajay" Agarwal (né le 1er décembre 1949) est un acteur Indien. Anciennement un ingénieur civil, sa taille est de 2,01 m. Il est connu pour ses apparences dans les films d'horreur tels que  Purana Mandir, Bandh Darwaza et Saamri ainsi que les épisodes de Zee Horror Show.

## Sa jeunesse
Pendant ses années d'école et de collège, Agarwal était l'ambassadeur des sports. Il a étudié l'ingénierie civile à l'Université Roorkee dont il obtient un diplôme en 1974. Finalement, il déménage à Mumbai, où il commence sa carrière de comédien.

## Filmographie

### Films de Bollywood
- Bandh Darwaza
- Purana Mandir
- Bandit Queen
- Saamri
- Aaj Ka Arjun
- Teri Maang Sitaron Se Bhar Doon
- Jaadugar
- Ram Lakhan
- Mela
- Talaash: The Hunt Begins
- Tum Mere Ho
- Journey Bombay to Goa Laughter Unlimited
- Bachao: Inside Bhoot Hai
- Mallika

### Hollywood
- 1994 : The Jungle Book
- 1998 : Such a Long Journey de Sturla Gunnarsson

### Télévision
- Zee Horror Show
- Mano Ya Na Mano